# Proyecto Man in Nature (Universidad de Chicago)
El Proyecto Man in Nature (El hombre en la naturaleza en inglés) fue un proyecto organizado en 1956 por el antropólogo Sol Tax, el arqueólogo Robert M. Adams y el geógrafo Philip Wagner, profesores adscritos al Departamento de Antropología de la Universidad de Chicago. Dicho proyecto tuvo como objetivo original investigar las relaciones que comunidades tzotziles y tzeltales de los Altos de Chiapas mantenían con el entorno natural desde una perspectiva histórica y dinámica del cambio cultural.

## Características
Man in Nature tuvo como finalidad construir un relato sobre el poblamiento de los Altos de Chiapas y del desenvolvimiento de las poblaciones tzotziles y tzeltales en dicha región. Una de las características centrales del proyecto fue que estuvo pensado a partir de una perspectiva interdisciplinaria, ya que se proponía apoyarse en la geología, la geografía, la botánica, la etnografía, la antropología económica, la arqueología, la lingüística y la etnohistoria. Sin embargo, en la práctica predominó el uso de las herramientas teórico-metodológicas de la antropología social y la lingüística debido a que se priorizó la descripción de la población indígena contemporánea.

## Fases
Aunque algunas de las actividades se realizaron a todo lo largo del proyecto, Man in Nature tuvo dos momentos: en la primera fase (1956-1959), el trabajo enfatizó la descripción de la realidad social y cultural de poblaciones tzeltales y tzotziles, así como de sus procesos de cambio; en la segunda fase (1959-1962), los intereses se centraron en un enfoque histórico de largo alcance, que abarcaba dos milenios.
La primera fase del proyecto fue financiada por el Instituto de Salud Mental y priorizó la descripción y el estudio del cambio social y cultural de estos grupos mayas en relación a la organización social, el lenguaje y sus valores. En estos estudios siempre se consideró la interacción entre indígenas y mestizos o ladinos. Se planteó como meta principal la investigación de los agentes de cambio en una serie de poblaciones representativas del área estudiada.
Las primeras investigaciones del proyecto comprendieron el estudio intensivo a cargo de antropólogos sociales y lingüistas en Aguacatenango, Venustiano Carranza, Huixtán, Chanal, Villas las Rosas, Amatenango del Valle y Teopisca, según el lingüista Norman Mcquown y el antropólogo Julian Pitt-Rivers, quienes asumieron la dirección de Man in Nature en la segunda fase. Los antropólogos se ocuparon del trabajo etnográfico y centraron su análisis en los temas sugeridos por el proyecto. Los lingüistas elaboraron una gramática directa y descriptiva, así como un estudio sociolingüístico.
En 1961, se realizó el estudio sociolingüístico que intentó abarcar la totalidad del área de los Altos de Chiapas con ayuda de una serie de equipos de trabajo. Cada uno de estos estaba conformado por un antropólogo, un lingüista y un informante traductor. También se realizó una recopilación y traducción de textos lingüísticos con ayuda de un cuerpo de informantes y traductores entre 1960 y 1961.
La segunda fase la financió la Fundación Nacional de Ciencias de Estados Unidos. Las actividades del proyecto se extendieron a toda la región tzeltal-tzotzil, incluso algunos arqueólogos y lingüistas emprendieron expediciones en la zona limítrofe con Guatemala.
En esta fase del proyecto, otro grupo de investigadores se propuso describir los antecedentes del escenario contemporáneo a lo largo de dos mil años de historia con ayuda de las técnicas de la arqueología, la investigación documental y la lingüística histórica. El objetivo era encontrar el origen de los tzeltales y de los tzotziles fuera de los Altos de Chiapas, delinear su historia desde su ocupación inicial hasta el presente. Esto se intentó llevar a cabo con base en la lógica del desarrollo interno y en la influencia de fuerzas externas; es decir, desde los nahuas del periodo anterior a la conquista, los españoles del periodo virreinal, hasta los agentes del gobierno mexicano contemporáneo.
Con la intención de localizar documentos relacionados con el área de estudio, se consultaron  distintos fondos documentales estatales y nacionales, así como en archivos de Estados Unidos, Guatemala, España e Italia. También se hicieron excavaciones arqueológicas en tierras bajas (Copanaguastla y Cerro Ecatepec) y altas, (Cerro Cuchum Ton), respectivamente. Por otra parte, se realizaron estudios arqueológicos desde el valle de Ixtapa, en las cercanías de Ocosingo, hasta el norte de los declives del macizo montañoso de los Cuchumatanes, en Guatemala. Asimismo, el trabajo lingüístico se centró en una reconstrucción léxica del proto-tzeltal-tzotzil, un estudio lingüístico del jacalteco, kanjobal y chuj en las montañas del norte de los Cuchumatanes, así como una investigación reconstructiva de las relaciones entre el tzeltal-tzotzil y el chuj-kanjobal-jacalteco.
Las investigaciones en ambas fases sirvieron para dar constancia de los cambios que habían ocurrido y estaban ocurriendo en la región.

## Aportes
Los principales aportes del proyecto Man in Nature se dieron en el campo de la historia y la lingüística. Las investigaciones históricas del proyecto que estuvieron apoyadas en datos recogidos en distintos archivos —como la de Edward E. Calnek—, ayudaron a identificar movimientos migratorios, la desaparición y el surgimiento de nuevos pueblos, y los cambios lingüísticos entre los grupos mayas de Chiapas desde la conquista española hasta fines del periodo virreinal.
En el campo de la lingüística, los aportes del proyecto correspondieron particularmente a las ramas de la sociolingüística, la lingüística histórica y la dialectología.
En gran medida, la información recabada y los resultados del proyecto permanecen aún inéditos en los archivos de la Universidad de Chicago. El trabajo más importante publicado al respecto fue una recopilación que solicitó el Instituto Nacional Indigenista en 1970, para su serie Antropología Social. Norman McQuown y Julian Pitt-Riverscon coordinaron esta publicación bajo el título Ensayos de antropología en la zona central de Chiapas. Aunque un numeroso grupo de profesionales trabajó en el proyecto, en dicho libro sólo se incluyeron las contribuciones de Robert M. Adams, Philip Wagner, Edward Calnek, Esther Hermitter, Chris Day, Harvey Sarles y Nick Hopkins.